# Antoine Lavoisier
Antoine-Laurent de Lavoisier (26. srpna 1743 – 8. května 1794) byl francouzský šlechtic, chemik, ekonom, právník a daňový úředník. Je pokládán za zakladatele moderní chemie. Jako jeden z prvních zavedl do chemické analýzy váhy, a tím vytvořil základy moderní chemie. Roku 1774 zformuloval zákon o zachování hmotnosti při chemických reakcích a definitivně vyvrátil teorii flogistonu. Roku 1787 vydal spis o chemickém názvosloví a v roce 1789 publikoval Pojednání o základech chemie (Traité de elementaire de chimie).

## Život
Narodil se v Paříži jako syn bohatého právníka. Již v devíti letech studoval na prestižní Collége Mazarin. Tam ho upoutala především matematika, chemie a fyzika. V letech 1761–1764 studoval na univerzitě práva a přitom navštěvoval přednášky z přírodních věd. V roce 1763 vydal svou první vědeckou práci o pozorování polární záře. V roce 1764 vystoupil v Akademii věd s přednáškou o pálení sádry. V práci O různých druzích sádry jako prvý vysvětlil příčinu tvrdnutí pálené sádry s vodou. V roce 1766 vyhrál soutěž Akademie věd na návrh nejvhodnějšího veřejného osvětlení v Paříži a obdržel zlatou medaili. Několik let působil jako asistent přírodovědce Jeana-Étienna Guettarda. Pomáhal mu sestavit mineralogický atlas Francie a podílel se na geologickém průzkumu v oblasti Alsaska–Lotrinska. V roce 1768 byl zvolen do Královské akademie věd. Byl to mimořádně pilný, energický a ctižádostivý člověk. Tyto vlastnosti mu také dopomohly k tomu, aby se v roce 1785 stal jejím ředitelem. Zasadil se o její reorganizaci.
Po návratu do Paříže získal povolení k výkonu funkce výběrčího nepřímých daní a v roce 1770 se stal členem představenstva soukromé společnosti Ferme générale, která vybírala daně pro stát. Lavoisier měl dohled nad továrnami na tabák, později byl jmenován správcem královských pracháren. Stal se poradcem ministra financí a v roce 1784 byl členem komise jmenované Ludvíkem XVI. Kromě výběru daní byl také pověřen řízením výroby práškových komponent, jako jsou mletá sůl, střelný prach nebo umělá hnojiva na bázi ledku. V souvislosti s tím navrhl řadu opatření, která vedla k osvobození majitelů soukromých pozemků od daně z ledku. Práci pro stát vykonával až do roku 1788.

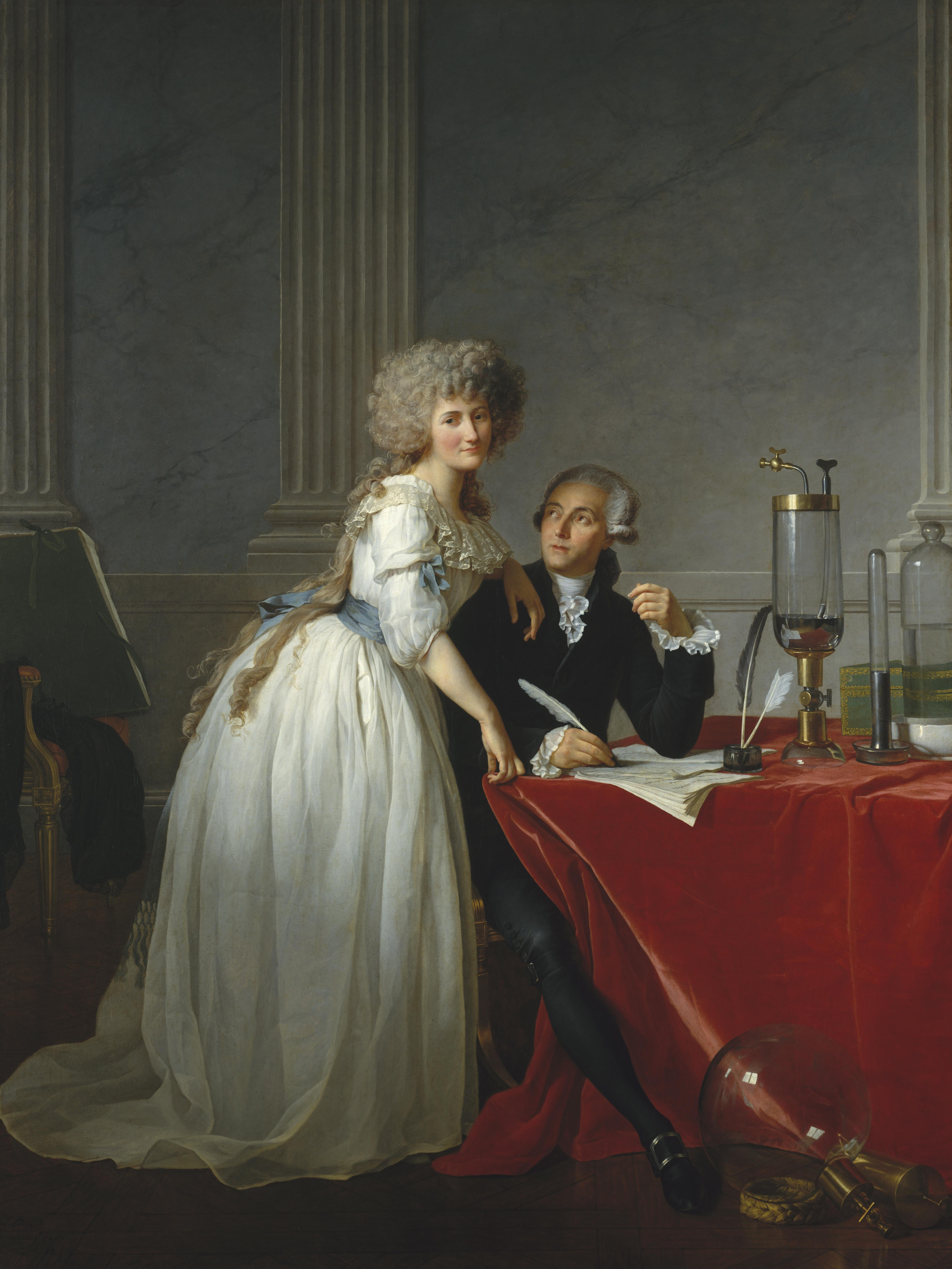
Lavoisier s manželkou (Jacques–Louis David, 1788)

Roku 1771 se oženil se čtrnáctiletou dcerou svého nadřízeného Marie-Anne Pierrette Paulzeovou. Jejich manželství bylo šťastné i přesto, že bylo bezdětné. Za pomoci peněz z věna své ženy vybudoval výzkumný ústav, který ověřoval jednotlivé poznatky o chemii, aby tak umožnil systematizaci výuky chemie (a její logické uspořádání). Manželka se stala jeho pomocnicí a vědeckou spolupracovnicí. Naučila se latinsky a anglicky, osvojila si základy chemie, překládala články o chemických výzkumech spalování a dokumentovala manželovy experimenty. Vytvořila ilustrace a rytiny pro Lavoisierovu knihu Pojednání o základech chemie (1789). Organizovala schůzky a pořádala večery, na kterých se setkávali významní vědci.
Lavoisier svůj čas dělil mezi vědecký výzkum a práci daňového úředníka. Vědecké práci v laboratoři věnoval denně šest hodin, od šesti do devíti hodin ráno a od sedmi do deseti večer. Zbylý čas vyplňovaly úřední povinnosti. Celý jeden den v týdnu měl vyhrazený pro vědecké experimenty.
Od roku 1772 byl jeho výzkum zaměřen na zkoumání procesu spalování. Lavoisier experimentálně potvrdil existenci kyslíku a vysvětlil podstatu hoření jako okysličování. Dokázal, že voda vzniká okysličováním vodíku a oxid uhličitý jako sloučenina uhlíku a kyslíku. Tyto jeho práce vedly k poražení ﬂogistonové teorie. Svou teorii hoření vysvětlil v dílech Fyzikálně chemické studie (1774) a O spalování obecně (1778).
V roce 1776 se manželé Lavoisierovi přestěhovali do Arsenalu nedaleko Bastily, kde Lavoisier vybudoval výzkumný ústav, na svou dobu zcela ojedinělý. Postupně tu shromáždil kolem 13 000 přístrojů – váhy, teploměry, barometry, manometry, hustoměry, kalorimetry apod.
V roce 1778 získal panství Freschines v údolí Loiry, kde se věnoval zemědělskému podnikání. Prováděl různé experimenty pro zvýšení výnosnosti, například s chovem ovcí a skotu nebo používáním umělých hnojiv. Zabýval se přadláckou a tkalcovskou výrobou. O svých zkušenostech přednášel v pařížské zemědělské společnosti.
Když vypukla Velká francouzská revoluce, Lavoisier byl jako jeden ze tří komisařů Národního konventu pověřen reformou systému výběru daní. V období teroru následujícím po měnové reformě byl Lavoisier zatčen a obžalován ze spiknutí proti republice, zpronevěry, rozkrádání daní, zneužití pravomoci a podvodů. Jeho jmění bylo zkonfiskováno, spisy zabaveny. Dne 8. května 1794 byl popraven pod gilotinou spolu se svým tchánem Jacquesem Paulzem a dalšími 27 členy společnosti Ferme générale.
Matematik Joseph Lagrange napsal den po popravě: „Utnout jeho hlavu trvalo jen okamžik. A nejspíš ani století nebude stačit, aby se zrodila další taková.“
Jeho manželka bojovala za očištění jeho jména a už koncem roku 1794 Konvent rozhodl, aby jí bylo zabavené jmění vráceno. Rehabilitován byl o dva roky později, kdy francouzská vláda vrátila vdově jeho osobní věci s krátkou poznámkou: „Vdově po Lavoisierovi, který byl nespravedlivě obviněn.“ Dostala nazpět i panství Frechines. Podařilo se získat i jeho spisy, které byly publikovány v roce 1805 ve dvou svazcích pod názvem Mémoires de physique et chemie.

### Smyšlený experiment o gilotině
Svou popravu Lavoisier údajně pojal jako experiment. Jeho asistent měl zjistit, jak dlouho člověk žije ještě poté, co mu gilotina setne hlavu. Byli domluveni tak, že Lavoisier bude rychle mrkat, a to až do té doby, než zemře. A bylo zjištěno, že jeho hlava mrkala ještě asi po dobu jedné minuty po setnutí.
Podle historika Jensena z University of Cincinnati není pravdivá historka (tzv. městská legenda, mýtus) o posledním pokusu Lavoisiera, který požádal svého kolegu Lagrange, aby spočítal, kolikrát jeho hlava po setnutí gilotinou ještě mrkne a určil tak, jak dlouho po setnutí hlava ještě žije. Lagrange stál opodál gilotiny s ostatními vědci a nemohl mrkání vidět a všichni odsouzení byli popraveni rychle za sebou. O historce se nezmiňuje ani jedna z uznávaných biografií Lavoisiera (např.: D. McKie, Antoine Lavoisier: Scientist, Economist, Social Reformer, Schulman: New York, NY, 1952; F. Szabadváry, Antoine Laurent Lavoisier, University of Cincinnati: Cincinnati, OH, 1977; A. Donovan, Antoine Lavoisier: Science, Administration, and Revolution, Blackwell: Oxford, 1993). Historka se objevila zřejmě kolem roku 2000 po odvysílání speciálu na Discovery Channel o gilotině.

## Význam

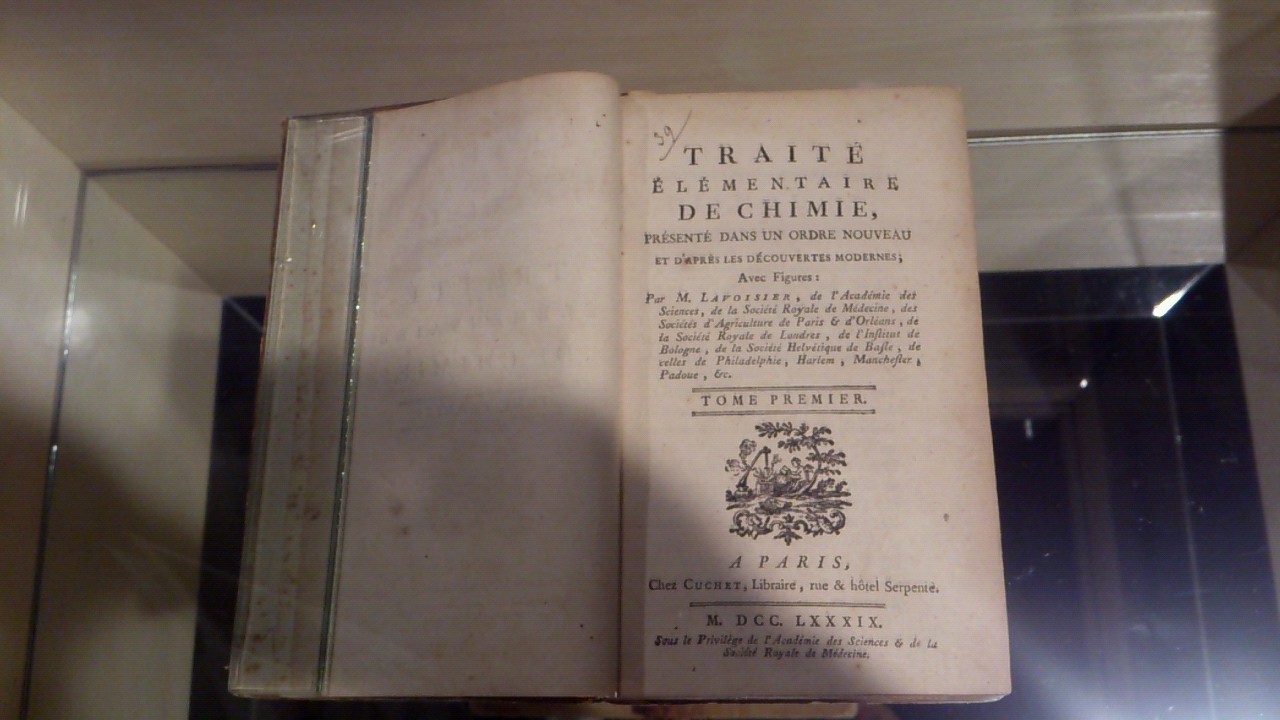
Lavoisier, Antoine. "Traité Élémentaire de Chimie." (1789)

Je zakladatelem kalorimetrie, termochemie a často se označuje za otce moderní chemie. Vytvořil chemickou terminologii a nezávisle na Michailu Lomonosovovi zformuloval zákon zachování hmotnosti. Objasnil roli kyslíku při spalování, okysličování a dýchaní. Vyvrátil tak flogistonovou teorii hoření.
Lavoisier také upřesnil úlohu pocení v životních procesech. Společně s Claudem Bertholletem prokázali, že živá hmota je tvořena vodíkem, kyslíkem, uhlíkem a dusíkem – položili základy organické chemii.
Zabýval se i měřením tepla a tepelné roztažnosti pevných látek. Společně s Pierrem-Simonem Laplacem v Traktátě o teple (1777) předložili kvantitativní definici tepla jako součet součinů hmotností všech molekul tělesa druhou mocninou jejich rychlostí. Objevili velmi přesnou metodu měření lineárního koeficientu roztažnosti tuhých těles při zahřívání. Zjistili, že při změně skupenství je látce potřeba dodat tzv. latentní teplo, že plynné skupenství je rovnocenné s ostatními. Na základě těchto experimentů zkonstruovali první ledové kalorimetry.
Lavoisier se také zasloužil o sjednocení francouzské chemické terminologie, když spolu s dalšími vědci vydali v roce 1787 dílo Názvosloví chemické (Méthode de nomenclature chimique). Jeho dílo Pojednání o základech chemie (Traité elementaire de Chimie, présenté dans un ordre nouveau et d'aprés les découverés modernes, 1789) je považováno za první moderní chemickou příručku. Představuje jednotný pohled na nové chemické teorie, obsahuje přehled prvků a navrhuje teorii tvorby chemických sloučenin.
Podílel se na založení prvního francouzského chemického časopisu Les Annales de chimie. Napsal více než dvě stě článků, v nichž se věnoval různým otázkám. Jedna z prací se zabývala výrobou jablečného moštu. Prováděl rozbory minerálů, rašeliny, uhlí a plynů.
Přednesl návrh, jakým směrem by se měla ubírat veřejná výchova ve Francii. Pozornost by měla být věnována hlavně znalostem důležitým pro praktický život: čtení, psaní, rostlinopis, hospodářství, dějepis a praktická geometrie.
Je jedním ze 72 významných mužů, jejichž jméno je zapsáno na Eiffelově věži v Paříži.

## Vybrané práce
- Opuscules physiques et chimiques (Fyzikálně chemické studie, 1774)
- Méthode de nomenclature chimique (Názvosloví chemické, 1787)
- Traité élémentaire de chimie, présenté dans un ordre nouveau et d'après les découvertes modernes (Pojednání o základech chemie, zpracované v novém pořadí a podle moderních poznatků, 1789)
- Mémoire sur la chaleur (Traktát o teple, 1780) spoluautor Pierre-Simon Laplace
- Mémoires de physique et de chimie (Pojednání o fyzice a chemii, 1805)
- Instruction sur l'établissement des nitrières et sur la fabrication du salpêtre (Návod k založení nitračního zařízení a k výrobě ledku, 1777)
- L'art de fabriquer le salin et la potasse, publié par ordre du Roi, par les régisseurs-généraux des Poudres & Salpêtres (Umění výroby solného roztoku a potaše, vydané na příkaz krále, generálními manažery společnosti Poudres & Salpêtres, 1779)
- Instruction sur le parcage des bêtes à laine (Návod na chov zvířat na vlnu, 1785)
- Réflexions sur les assignats & sur la liquidation de la dette exigible ou arriérée lue à la Société de 1789 (Úvahy o asignacích a likvidaci dluhu nebo nedoplatku předložené Klubu 1789, 1790)
- De la richesse territoriale du royaume de France (O územním bohatství francouzského království, 1791)
- De l'état des finances de France, au premier janvier 1792 (O stavu financí Francie k 1. lednu 1792, 1791)